# زين أباد (جزين)
زين أباد (بالفارسية: زین‌آباد) هي قرية تقع في إيران في قسم جزين الريفي. يقدر عدد سكانها بـ 822 نسمة .